# Giró Nunatak
Giró Nunatak (in Argentina chiamato anche:Nunatak Paraná) è un nunatak, picco roccioso isolato, situato 7 km a nordovest del Vaca Nunatak, nelle Panzarini Hills dell'Argentina Range, nei Monti Pensacola, in Antartide. 
Il nunatak è stato mappato dall'United States Geological Survey (USGS) sulla base di rilevazioni e foto aeree scattate dalla U.S. Navy nel periodo 1956-67.
La denominazione è stata assegnata dall'Advisory Committee on Antarctic Names (US-ACAN), in onore di G.A. Giró, capitano delle Forze armate argentine, responsabile della Base antartica Belgrano I nell'inverno 1965.